# Arabesc (pel·lícula)
Arabesc (títol original en anglès: Arabesque) és una pel·lícula estatunidenca dirigida per Stanley Donen, estrenada el 1966 i doblada al català.

## Argument
El professor David Pollock (Peck) és un expert en jeroglífics antics a la Universitat d'Oxford. Un Primer Ministre de l'Orient Mitjà convenç Pollock per infiltrar-se en l'organització d'un home anomenat Beshraavi (Alan Badel), que està implicat en una trama contra el primer ministre. La naturalesa del complot es creu que es troba en un jeroglífic. L'amant de Beshraavi, Yasmin Azir (Loren) és un misteri entrellaçat en la trama. Pollock necessita la seva ajuda, però no pot aclarir de quin costat està. Finalment treballen junts i Pollock i Yasmin desxifren la trama i comencen a aturar l'assassinat del primer ministre. Triomfen, però els herois són perseguits fins a un pont ferroviari pels venjatius dolents que els disparen des d'un helicòpter, que Pollock finalment derrota deixant caure una escala de metall als rotors quan l'helicopter passa sota el pont.

## Repartiment
- Gregory Peck: el Professor David Pollock
- Sophia Loren: Yasmin Azir
- Alan Badel: Nejim Beshraavi
- Kieron Moore: Yussef Kasim
- Carl Duering: Hassan Jena
- John Merivale: el major Sylvester Pennington Sloane
- Duncan Lamont: Webster
- George Coulouris: Ragheeb
- Ernest Clark: el banquer Beauchamp
- Harold Kasket: l'ambaixador Mohammed Lufti

## Premis i nominacions

### Premis
- 1967: BAFTA a la millor fotografia per Christopher Challis

### Nominacions
- 1967: BAFTA a la millor direcció
- 1967: BAFTA al millor vestuari per Christian Dior
- 1967: BAFTA al millor muntatge per Frederick Wilson
- 1967: Grammy a la millor banda sonora escrita per pel·lícula o televisió per Henry Mancini

## Al voltant de la pel·lícula
- El cartell de la pel·lícula ha estat concebut per Robert McGinnis.